# Winthemia cinerea
Winthemia cinerea là một loài ruồi trong họ Tachinidae.